# Justin Mauch
Justin Mauch, né le 16 juillet 1994 à Sterling, est un coureur cycliste américain, membre de l'équipe Marc.

## Biographie
Justin Mauch nait à Sterling, une census-designated place située dans le comté de Loudoun, en Virginie. Son père Larry est ingénieur aérospatial chez Orbital Sciences, et sa mère décoratrice d'intérieur. Il a également une sœur aînée, prénomée Joeelen. Poussé par ses parents, eux-mêmes passionnés de cyclisme, Justin commence le cyclisme à l'âge de 11 ans, tout d'abord par la discipline du cyclo-cross. En 2012, il ressort diplômé de la Dominion High School (en). 
Remarqué par ses bons résultats sur des épreuves nationales, il est engagé par l'équipe continentale américaine Airgas en 2014. Au mois de mars, il termine meilleur jeune de la Chico Stage Race. Au mois d'avril, il se rend en Afrique du Sud pour participer au Mzansi Tour, qu'il termine à la 22e place. Le mois suivant, il se distingue en prenant la cinquième place du championnat panaméricain du contre-la-montre espoirs. En 2015, il se classe cinquième de la course en ligne et du contre-la-montre aux championnats des États-Unis espoirs.
En 2016, il retourne dans les rangs amateurs en intégrant l'équipe élite Herbalife-Marc Pro-Nature's Bakery. Au cours de cette saison, il finit notamment cinquième de la Valley of the Sun Stage Race. Lors de la Green Mountain Stage Race, il remporte une étape et termine huitième du classement général.
En début d'année 2017, il prend la troisième place de la Chico Stage Race, épreuve nationale disputée en Californie. Il s'impose par ailleurs sur la première édition de la Fish Rock Road, une course vallonnée et mixte empruntant quelques chemins non goudronnés. Il y règle à cette occasion son compagnon d'échappée, un certain Lance Armstrong. Par la suite, il remporte en solitaire le Wilmington Grand Prix avant de prendre la sixième place du North Star Grand Prix.

## Palmarès
- 2013
  - 1re étape du Tour de Millersburg (contre-la-montre)
- 2016
  - 1re étape de la Green Mountain Stage Race
- 2017
  - Fish Rock Road
  - Wilmington Grand Prix
  - 3e de la Chico Stage Race

## Classements mondiaux
| Année           | 2014 |
| --------------- | ---- |
| UCI Europe Tour | 381e |